# Francisco de Tójar
Francisco de Tóxar, también escrito como Francisco de Tójar, fue un traductor, editor e impresor ilustrado español de fines del siglo XVIII y comienzos del XIX.

## Biografía
De origen incierto, posiblemente salmantino, ya que en Salamanca tuvo su negocio de librería, fue cuñado del poeta de la Escuela literaria salmantina del siglo XVIII José Iglesias de la Casa, cuyas  Poesías póstumas (Salamanca, 1798) prologó y editó en varios volúmenes y algunas otras obras suyas. Durante un año imprimió el Semanario de Salamanca. Según algunos escribió La Filósofa por amor o Cartas de dos amantes apasionados y virtuosos (Salamanca, 1799; hay edición moderna de Joaquín Álvarez Barrientos para la Universidad de Cádiz, 1995) pero lo que hizo en realidad fue traducir y refundir con este título una novela del escritor libertino francés Restif de la Bretonne y parte de La nouvelle Heloïse de Jean-Jacques Rousseau sin mencionarlo en el título; antepuso, sí, a esta obra un prólogo sobre la novela como género. Esta obra alcanzó tres ediciones entre 1799 y 1814. Tójar era muy aficionado a leer, traducir e imprimir novelas francesas y tradujo también, de Jean-François de Saint-Lambert, una Colección de cuentos morales (Salamanca, Imprenta del editor, 1796); por varias de estas aventuras editoriales tuvo tropiezos con la Inquisición, que no comulgaba con sus ideales ilustrados y ya casi liberales.